# 二氯化鑀
二氯化鑀是一種由鑀和氯所組成的二元無機化合物，其化學簡式為EsCl
2。

## 合成
二氯化鑀可由氫氣還原三氯化鑀得到：
{\displaystyle {\ce {2EsCl3 +H2->2EsCl2 +2HCl}}}

## 物理性質
二氯化鑀在常溫常壓下為固體。